# Epik High
Epik High (Hangul: 에픽하이) – południowokoreański zespół hip-hopowy z Seulu. W jego skład wchodzą Tablo, Mithra Jin oraz DJ Tukutz. Znani są z tego, że od początku istnienia łączą gatunki i różne style hip-hopu, od swojego debiutu w 2003 roku wydali jedenaście albumów studyjnych, jak również przez pokrycie różnorodnych tematów w ich utworach. Między 2010 a 2012 rokiem grupa zawiesiła działalność, podczas gdy dwóch członków odbywało obowiązkową służbę wojskową. Po przerwie, 25 lipca 2012 roku, Mithra Jin oraz DJ Tukutz podpisali kontrakt z wytwórnią YG Entertainment, pod którą Tablo wydał już wcześniej solowy album. Zyskali międzynarodowe uznanie, zdobywając liczne nagrody muzyczne w Korei i zostali drugim koreańskim artystą, który wystąpił podczas Coachella Valley Music and Arts Festival.

## Dyskografia

### Albumy studyjne
- 2003: Map of the Human Soul
- 2004: High Society
- 2005: Swan Songs
- 2007: Remapping the Human Soul
- 2008: Pieces, Part One
- 2009: (e)
- 2010: Epilogue
- 2012: 99
- 2014: Shoebox
- 2017: We’ve Done Something Wonderful
- 2019: Sleepless in __________
- 2021: Epik High Is Here: Part 1
- 2022: Epik High Is Here: Part 2

### Minialbumy
- 2008: Lovescream

### Projekty
- 2006: Black Swan Songs (Repackaged)
- 2009: Map the Soul
- 2009: Remixing The Human Soul (with Planet Shiver)
- 2013: 420 (10th anniversary song)

## Trasy koncertowe
- Epik High Concert Parade Asia Tour (2014)[6]
- Epik High Japan Tour  Show Must Go On (2015)[7]
- Epik High North America Tour (2015)[8]
- Epik High Concert Legend 3 In Seúl (2015)[9]
- Epik High Japan Tour (2016)
- Epik High Concert Now Playing (2016)